# Интерлакен
Интерлакен (фр. Interlaken, итал. Interlaken) је град у средишњој Швајцарској. Интерлакен је значајан град у оквиру Кантона Берн, где је средиште округа Интерлакен-Горњи Хасли.
Тун је данас познат као познато туристичко место у Швајцарској, посебно као ваздушна бања.

## Природне одлике
Интерлакен се налази у средишњем делу Швајцарске. Од најближег већег града, Берна Интерлакен је удаљен 60 км југоисточно.
Рељеф: Интерлакен је смештен у области Бернске горње земље. Град је положен на превлаци која дели ниже, Тунско језеро и више, Бријеначко језеро, на приближно 570 m надморске висине. Превлаку је изградила река Ар и она је невелика и равна. Јужно и северно од града издижу се Алпи.
Клима: Клима у Интерлакену је умерено континентална са оштријим одликама због надморске висине и окружености Алпима.
Воде: Интерлакен се налази на месту где позната швајцарска река Ар истиче из Тунског језера.

## Историја
Подручје Интерлакена је било насељено још у време праисторије (Келти) и Старог Рима, али није имало изразитији значај.
Први помен насеља везан је за годину 1279, када је ту био женски манастир. Вековима је насеље било познато по манастиру и по обласном трговишту.
Током средине 19. века Интерлакен је откривен као веома сликовито место од стране уметника, а потом и туриста. Ово је дало снажан замах развоју насеља у право и развијено туристичко место. Ово благостање се задржало до дан-данас.

## Становништво
2008. године Интерлакен је имао око 5.500 становника. Од тог броја 26,4% су страни држављани.
Језик: Швајцарски Немци чине већину града и немачки језик је доминира у граду (83,4%). Међутим, градско становништво је током протеклих неколико деценија постало веома шаролико, па се на улицама града чују бројни други језици. Тако се данас ту могу чути и португалски (3,9%) и италијански језик (2,8%).
Вероисповест: Месно становништво је од 15. века протестантске вере. Међутим, последњих деценија у Интерлакену се знатно повећао удео других вера. И данас су грађани већином протестанти (56,1%), али ту живе и мањински римокатолици (22,3%), атеисти (6,7%), муслимани (3,3%) и православци (1,6%).

## Галерија
- Пешачка улица Јунгфрау
- Протестантска црква
- Хотел „Викторија“
- Река Ар у Интерлакену